# Sindae de Goguryeo
Sindae de Goguryeo (89–179) fue un rey coreano, el octavo gobernante de Goguryeo, uno de Tres Reinos de Corea, entre el año 165 hasta el 179.
El libro coreano, Samguk Sagi le describe como hermanastro del sexto rey, Taejo de Goguryeo, y del séptimo Chadae de Goguryeo. Sin embargo, otros escritos coreanos y también chinos dicen que probablemente fue hijo de Taejo o Chadae.
Bajo una gran opresión de su hermano, vivía retirado en unas montañas. Después de que Myeongnim Dap-bu asesinara al rey Chadae, Sindae fue invitado a ascender al trono por los oficiales de la corte. El libro Samguk Yusa dice que Sindae asesinó a Taejo y Chadae a fin de subir al trono. A diferencia de Chadae, trató de estabilizar la corte ofreciendo puestos oficiales para los hijos de sus oponentes. Creó el puesto de primer ministro (guksang), y designó para el mismo a Myeongnim Dap-bu.
En 169 y 172, el reino de Goguryeo estuvo bajo ataques chinos, pero pudo bloquearlos y continuar su resistencia en torno a la frontera. En cambio, el reino formó una alianza con los nómadas Xianbei a fin de conquistar los distritos de Yuju y Byeongju pero no obtuvo ningún éxito. El emperador Han más tarde invadió Goguryeo en 172, pero fue derrotado por los militares de Myeongnim Dap-bu en la batalla de Jwawon, que facilitaba su expansión a la región interior de China.
En 176, Sindae nombró a su hijo, Nammu como heredero (futuro rey Gogukcheon). El proceso de sucesión consolidó la ascendencia patrilineal. Falleció en el año 179.